# Nanni Latini
Nanni (Giovanni) Latini (Roma, 16 marzo 1930 – Sesto al Reghena, 28 maggio 2017) è stato un pianista, compositore e critico d'arte italiano.

## Biografia
Nato da famiglia nobile romana, dopo gli studi di pianoforte, inizia a percorrere le strade del mondo con la sua orchestra, a comporre brani musicali che, per anni, sono stati trasmessi in Rai, sia radiofonicamente che televisivamente. Ha vissuto a lungo in Francia, in Costa Azzurra, assorbendone la musicalità, nonché i colori. Negli anni '90, come collaboratore e critico de Il Quadrato, antico catalogo enciclopedico di arte di Milano, crea una associazione culturale, nonché studio d'arte, con la quale, per vent’anni, organizza mostre di pittura, scultura e fotografia, in Italia e all’estero. Ha vissuto gli ultimi anni della sua vita in Friuli, regione nella quale è scomparso, nel 2017.

## Discografia

### Album
Alcuni album pubblicati:
- 1989 - Strumentali - (Nuovo Repertorio Editoriale – NRE 1214)[1] con Roberto Fogu
- 1992 - Ascolto Italiano - vol. 1 - (LaeL - cd 105) con M. Rocchi
- 1992 - Ascolto Italiano - vol. 2 - (LaeL - cd 106) con M. Rocchi

### Altri brani
- Randa e fiocco (3'14")
- Amarsi (3'28")
- Colt 45 (3'17")
- Rome by day (2'55")
- Viaggi (3'24")
- Ghengouette (3'00")
- Montaggi (3'07")
- Distese (3'13")
- Leopoldin, voce Andrea D'Anna (3'15")
- Costa Azzurra, voce Andrea D'Anna (4'43")
- Madonna mia - V. Lombardi (4'27")
- The roman music inn, voce Andrea D'Anna (3'49")
- Palatino (3'07")
- Vanuska, voce Andrea D'Anna (3'00")
- Leopoldin (3'35")